# Ажио
Ажио (на италиански: aggio – валутен курс, сконто, рискова премия) е термин от търговията, който се използва в няколко донякъде различни значения.
- Положителната разлика между номиналната стойност на ценна книга (акция или облигация) и нейната емисионна стойност, на която тя се предлага на първичния капиталов пазар. Приходите, събрани по този начин, попълват фонд „Резервен“ на капиталовото дружество, като увеличават неговата ликвидност. Това е честа практика при емитирането на акции.

- Разликата в номиналната стойност или нивата на валутен обмен в различни страни.

- Разликата в обмяната между 2 валути в една и съща страна.